# Vickers Venture
Il Vickers Venture era un aereo da ricognizione, biplano e monomotore, britannico, realizzato intorno alla metà anni venti dalla Vickers-Armstrongs. Sviluppo del Vickers Vixen, fu costruito in pochi esemplari per la Royal Air Force; rivelatosi inadatto a ricoprire il ruolo per il quale era stato concepito, venne relegato a compiti secondari.

## Storia del progetto
Il Venture fu uno sviluppo del Vixen II nato per rispondere alla specifica 45/23 dettata dal ministero dell'aria britannico, che ne ordinò sei esemplari. Il Venture, come il Vixen, era un biplano con fusoliera in metallo (uguale a quella del Vixen III) e ali con struttura in legno (identiche a quelle del Vixen II); analogamente al predecessore era motorizzato con un dodici cilindri a W Napier Lion.
Il primo volo si tenne nel circuito di Brooklands, nei pressi della fabbrica Vickers-Armstrongs, il 3 giugno 1924, e l'aereo fu poi inviato all'Aeroplane and Armament Experimental Establishment (aeroporto della RAF di Martlesham Heath) per ulteriori analisi.
Almeno un esemplare venne presentato alla quinta edizione del Royal Air Force Aerial Pageant che si tenne a Hendon (sobborgo di Londra) alla fine dello stesso mese; alla stessa manifestazione presero parte altri due velivoli da ricognizione e osservazione che ebbero la medesima scarsa fortuna del Venture: il Bristol Bullfinch ed il de Havilland DH.42 Dormouse.
Benché annunciato come "docile" ai comandi, il Venture dimostrò di avere scarsa stabilità statica longitudinale, necessità di troppo spazio per decollare ed inoltre venne giudicato troppo largo, caratteristiche queste che mal si adattavano ad un aereo pensato per operare da piste di piccole dimensioni.
Mentre erano in linea con il 4º squadrone della RAF per un periodo di prova, i sei Venture vennero relegati a scopi sperimentali; i velivoli furono progressivamente ritirati dal servizio e l'ultimo fu demolito nel gennaio 1933.

## Utilizzatori
Regno Unito
- Royal Air Force